# ویکتوریانو فراگولا
ویکتوریانو فراگولا (انگلیسی: Victoriano Frágola؛ زادهٔ ۲۱ ژوئیهٔ ۱۹۹۴) بازیکن فوتبال اهل آرژانتین است.